# Claws Mail
 (décembre 2021).
Claws Mail (anciennement Sylpheed-Claws) est un client de messagerie s'appuyant sur la bibliothèque GTK+ 2. Il se veut léger, avec une interface utilisateur intuitive et facile à configurer. Son aspect est proche de celui des autres clients de messagerie.
Client par défaut des distributions Linux Elbuntu et Fluxbuntu, c'est un logiciel libre distribué selon les termes de la licence publique générale GNU.

## Aspects techniques
Claws Mail est un logiciel écrit en C et s'appuyant sur la version 2 de GIMP Toolkit (GTK+). Les courriels sont archivés au format MH (en). Il est possible d'ajouter des fonctionnalités au moyen de modules supplémentaires, permettant par exemple de télécharger des flux RSS, chiffrer des messages ou gérer un agenda.

## Historique
Claws Mail est un fork du logiciel libre Sylpheed (distribué selon les termes de la licence publique générale GNU) reconnu officiellement depuis novembre 2006.
Sylpheed est un logiciel client de messagerie et un lecteur de nouvelles basé sur la bibliothèque GTK+ dont la version 1.0 a été publiée le 24 décembre 2004. Son développeur, Hiroyuki Yamamoto, employé à plein temps au sein de SRA OSS Inc., au Japon, pour maintenir ce projet, s'est donné pour objectifs principaux :
- la rapidité de fonctionnement ;
- la facilité de configuration ;
- la disponibilité de nombreuses fonctionnalités (filtrage des messages, détection du Spam, extensibilité avec des commandes externes, etc.)

Le portage vers le système d'exploitation Windows a été achevé en février 2006.